# Superbuick
Superbuick – drugi album studyjny amerykańskiej grupy Mushroomhead.

## Lista utworów
1. "Bwomp" – 6:14
2. "Never Let It Go" – 4:38
3. "These Filthy Hands" – 5:19
4. "The Wrist" – 5:16
5. "Chancre Sore" – 2:35
6. "Flattened" – 3:40
7. "Big Brother" – 5:07
8. "Idle Worship" – 5:12
9. "Fear Held Dear" – 2:39
10. "Unintended" – 1:40
11. "Bwomp" (Reprise) – 3:49

## Twórcy
- J Mann - śpiew, autor tekstów
- Jeffrey Nothing - śpiew, autor tekstów
- Pig Benis - gitara basowa
- J.J. Righteous - gitara
- Dinner - gitara
- Shmotz - instrumenty klawiszowe
- Skinny - bębny, perkusja
- Bronson - Sample